# هاروتیون هوهانس چاکماکجیان
هاروتیون هُوْهانِس چاکماکجیان (ارمنی: Հարություն Չաքմաքչյան؛ انگلیسی: Haroutioun Hovanes Chakmakjian؛ ۲۰ اکتبر ۱۸۷۸ – ۲۲ مه ۱۹۷۳) یک تاریخ‌نگار ارمنی‌تبار اهل ایالات متحده آمریکا بود.

## زندگی‌نامه
وی در ۲۰ اکتبر ۱۸۷۸ در آدانا به دنیا آمد و از دانشگاه هاروارد فارغ‌التحصیل گشت.  وی پدر الن هوانیس بود. وی در ۲۲ مهٔ ۱۹۷۳ در سن ۹۴ سالگی در Jamaica Plain، ماساچوست درگذشت.